# Triaenobunus asper
Triaenobunus asper is een hooiwagen uit de familie Triaenonychidae.